# Велика Горица
Велика Горица је град у Хрватској, у Загребачкој жупанији. Према првим резултатима пописа из 2021. у граду је живело 61.075 становника, а у самом насељу је живело 30.036 становника. Велика Горица се налази у Туропољу, у широј околини Загреба.

## Географија
Велика Горица налази се југоисточно од Загреба, на брежуљкастом делу Вукомеричких горица и низијском делу Туропоља. Од реке Саве на североистоку и Купе на југозападу простире се подручје Велике Горице. Налази се у саставу Загребачке жупаније.

## Становништво

### Град Велика Горица

#### Број становника по пописима
| Националност   | 2001.  | 1991.  | 1981.  | 1971.  | 1961.  | 1953.  | 1948.  | 1931.  | 1921.  | 1910.  | 1900.  | 1890.  | 1880.  | 1869.  | 1857.  |
| бр. становника | 63.517 | 56.884 | 47.104 | 28.392 | 25.804 | 24.965 | 23.717 | 22.544 | 20.124 | 20.840 | 18.998 | 17.056 | 14.716 | 13.822 | 12.534 |

- напомене:

Настао из старе општине Град Загреб. У 1869. део података садржан је у општини Краварско.

### Велика Горица (насељено место)

#### Број становника по пописима
| Националност   | 2001.  | 1991.  | 1981.  | 1971. | 1961. | 1953. | 1948. | 1931. | 1921. | 1910. | 1900. | 1890. | 1880. | 1869. | 1857. |
| бр. становника | 33.339 | 31.614 | 24.834 | 8.013 | 5.321 | 4.938 | 4.151 | 3.665 | 3.264 | 3.278 | 2.925 | 2.512 | 2.219 | 1.717 | 1.524 |

- напомене:

У 1991. повећано припајањем дела подручја насеља Селница Шћитарјевска (бивше насеље Грдовчак). За то бивше насеље садржи податке од 1857. до 1971. Садржи податке и за бивша насеља Куриловец од 1857. до 1971., Куриловец Горњи и Куриловец Доњи у 1890. и 1900., Мала Горица Туропољска од 1857. до 1948., Плесо и Ракарје од 1857. до 1971. те Високи Бријег од 1890. до 1948. У 1971. бивша насеља Куриловец, Плесо и Ракарје исказана су као делови насеља.

## Попис 1991.
На попису становништва 1991. године, насељено место Велика Горица је имало 31.614 становника, следећег националног састава:
| Попис 1991.‍    | Попис 1991.‍  | Попис 1991.‍ | Попис 1991.‍ | Попис 1991.‍ |
| -------------- | ------------ | ----------- | ----------- | ----------- |
|                |              |             |             |             |
| Хрвати         | Хрвати       |             | 26.838      | 84,89%      |
| Срби           | Срби         |             | 1.893       | 5,98%       |
| Југословени    | Југословени  |             | 624         | 1,97%       |
| Муслимани      | Муслимани    |             | 536         | 1,69%       |
| Албанци        | Албанци      |             | 130         | 0,41%       |
| Словенци       | Словенци     |             | 110         | 0,34%       |
| Црногорци      | Црногорци    |             | 73          | 0,23%       |
| Македонци      | Македонци    |             | 62          | 0,19%       |
| Мађари         | Мађари       |             | 43          | 0,13%       |
| Роми           | Роми         |             | 43          | 0,13%       |
| Чеси           | Чеси         |             | 38          | 0,12%       |
| Словаци        | Словаци      |             | 23          | 0,07%       |
| Украјинци      | Украјинци    |             | 15          | 0,04%       |
| Немци          | Немци        |             | 13          | 0,04%       |
| Италијани      | Италијани    |             | 12          | 0,03%       |
| Руси           | Руси         |             | 11          | 0,03%       |
| Русини         | Русини       |             | 8           | 0,02%       |
| Пољаци         | Пољаци       |             | 7           | 0,02%       |
| Јевреји        | Јевреји      |             | 4           | 0,01%       |
| Турци          | Турци        |             | 4           | 0,01%       |
| Аустријанци    | Аустријанци  |             | 2           | 0,00%       |
| Бугари         | Бугари       |             | 1           | 0,00%       |
| Власи          | Власи        |             | 1           | 0,00%       |
| Грци           | Грци         |             | 1           | 0,00%       |
| Румуни         | Румуни       |             | 1           | 0,00%       |
| остали         | остали       |             | 16          | 0,05%       |
| неопредељени   | неопредељени |             | 682         | 2,15%       |
| регион. опр.   | регион. опр. |             | 51          | 0,16%       |
| непознато      | непознато    |             | 372         | 1,17%       |
| укупно: 31.614 |              |             |             |             |

## Привреда
Индустрија у граду је дрвна, прехрамбена, грађевинска, кожна и графичка, а развијена је и пољопривреда.

## Споменици и знаменитости
Крај је богат културно-историјским знаменитостима, од праисторије до нашега доба, сакралним и етнолошким споменицима.
У Великој Горици и ближој околини налазе се вредна археолошка налазишта. Потичу из доба праисторије, антике (римски раноцарски гробови) и раног средњег века (разни предмети, керамика у употреби у каролиншкоме културноме кругу).
Дан града је 13. децембар, празник св. Луције, заштитнице Туропоља.

## Спорт
У месту постоји ХНК Горица.